# سيدة ثانية

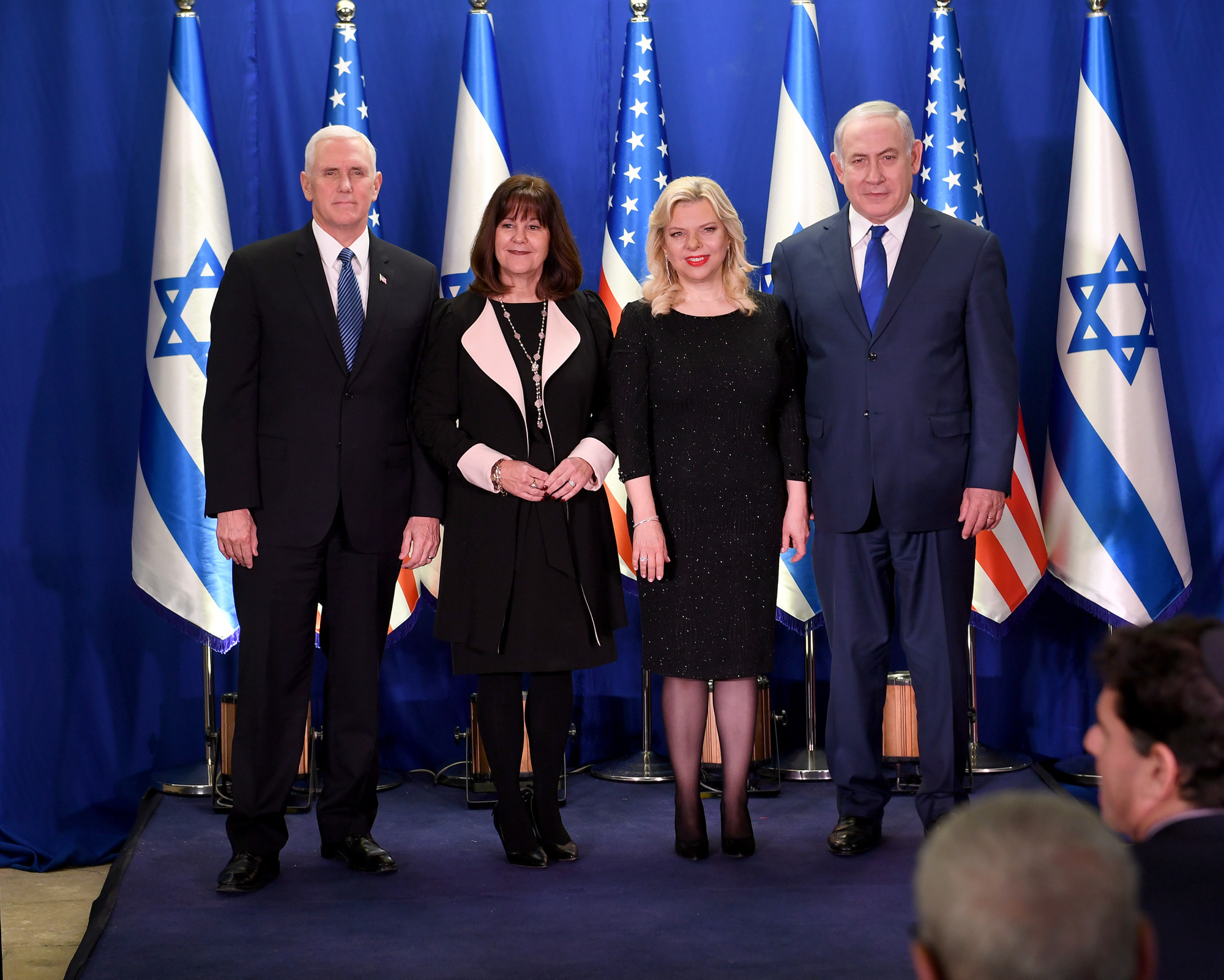
كارين بينس وسارة نتنياهو، السيدة الثانية للولايات المتحدة وإسرائيل على التوالي، إلى جانب أزواجهم ونائب الرئيس الأمريكي مايك بنس ورئيس الوزراء الإسرائيلي بنيامين نتانياهو.

السيدة الثانية (للإناث) أو الرجل الثاني (للذكور) لقب يستخدم للإشارة إلى زوجة نائب الرئيس أو زوجة الحاكم الملازم أو زوجة رئيس الوزراء في حالة الإناث أو زوج نائبة الرئيس أو زوج الحاكمه الملازمة أو زوج رئيسة الوزراء في حالة الذكور.
في البلدان التي لديها أكتر من منصب لنائب الرئيس مثل بيرو وأفغانستان تكون السيدة الثانية هي زوجة للنائب الأول للرئيس بينما السيدة الثالثة هي زوجة نائب الرئيس الثاني وهكذا.
على الرغم من أنه لا يوجد أي بلد يمنح سلطة قانونية للسيدات فإن واجباتهن غالبا ما تشمل التالي:
- استضافه الزوار خلال حفلات الاستقبال في مقر نائب الرئيس/ رئيس الوزراء/ نائب رئيس الوزراء.
- رئاسة مؤسسات الرعاية المختارة.
- مرافقة الزوج في الرحلات الرسمية.
- واجبات احتفالية مختلفة.

## القائمة
- أذربيجان: إلهام علييف قريب السيدة الأولى ونائب الرئيس مهريبان علييفا
- استونيا: كارين راتاس
- غواتيمالا: إليزابيث كورتيس
- غانا: سميرة بوميا
- الهند: ام يوشا
- ميانمار:
  - السيدة الثانية: خين ثيت هتاي
  - السيدة الثالثة: شوي لوان
- أندونيسيا: مفيدة مياده سعد
- اسرائيل:سارة نتنياهو
- ايطاليا: لا يوجد- (جوزيبي كونتي، مطلق)
- اليابان: شيكاكو أسو
- بيرو:
  - السيدة الثانية: لا يوجد (آخر نائب أول للرئيس، مارتن فيزكارا، الرئيسً الحالي)
  - السيدة الثالثة: لا يوجد (النائب الثاني للرئيس مرسيدس أروز غير متزوج)
- روسيا: سفيتلانا ميدفيديفا
- جنوب أفريقيا: نهلانهلا منيسي
- كوريا الشمالية: كيم سوك هي
- تايوان: لوه فنغ بينغ
- الولايات المتحدة: كارين بنس
- زيمبابوي:
  - السيدة الثانية: ماري تشوينجا
  - السيدة الثالثة: لا يوجد- (النائب الثاني للرئيس كيمبو مهدي- غير متزوج)

## وصلات خارجية
- ترامب: لم أسمع ابدا عن مصطلح السيدة الثانية.